# Hamza (Rapper)/Diskografie
Diese Diskografie ist eine Übersicht über die musikalischen Werke des belgischen Rappers Hamza. Den Schallplattenauszeichnungen zufolge hat er bisher mehr als 8,5 Millionen Tonträger verkauft, davon alleine in seiner Heimat über 80.000. Seine erfolgreichste Veröffentlichung ist die Single Maudit mit über 350.000 verkauften Einheiten.

## Alben

### Studioalben
| Jahr | Titel Musiklabel                           | Höchstplatzierung, Gesamtwochen, AuszeichnungChartplatzierungen (Jahr, Titel, Musiklabel, Platzierungen, Wochen, Auszeichnungen, Anmerkungen) | Höchstplatzierung, Gesamtwochen, AuszeichnungChartplatzierungen (Jahr, Titel, Musiklabel, Platzierungen, Wochen, Auszeichnungen, Anmerkungen) | Höchstplatzierung, Gesamtwochen, AuszeichnungChartplatzierungen (Jahr, Titel, Musiklabel, Platzierungen, Wochen, Auszeichnungen, Anmerkungen) | Höchstplatzierung, Gesamtwochen, AuszeichnungChartplatzierungen (Jahr, Titel, Musiklabel, Platzierungen, Wochen, Auszeichnungen, Anmerkungen) | Höchstplatzierung, Gesamtwochen, AuszeichnungChartplatzierungen (Jahr, Titel, Musiklabel, Platzierungen, Wochen, Auszeichnungen, Anmerkungen) | Höchstplatzierung, Gesamtwochen, AuszeichnungChartplatzierungen (Jahr, Titel, Musiklabel, Platzierungen, Wochen, Auszeichnungen, Anmerkungen) | Anmerkungen                             |
| Jahr | Titel Musiklabel                           | BEW | BEF | FR | DE | AT | CH | Anmerkungen                             |
| ---- | ------------------------------------------ | --- | --- | --- | --- | --- | --- | --------------------------------------- |
| 2015 | H-24 Just Woke Up                          | — | — | — | — | — | — | Erstveröffentlichung: 11. Mai 2015      |
| 2019 | Paradise Just Woke Up / Rec.118 (WMG)      | BEW2 (140 Wo.)BEW | BEF35 (6 Wo.)BEF | FR2 Platin · (94 Wo.)FR | — | — | CH15 (4 Wo.)CH | Erstveröffentlichung: 1. März 2019      |
| 2019 | Santa Sauce 2 Just Woke Up / Rec.118 (WMG) | BEW21 (24 Wo.)BEW | BEF182 (1 Wo.)BEF | FR29 Platin · (47 Wo.)FR | — | — | CH73 (1 Wo.)CH | Erstveröffentlichung: 20. Dezember 2019 |
| 2021 | 140 bpm 2 Just Woke Up / Rec.118 (WMG)     | BEW1 (40 Wo.)BEW | BEF20 (3 Wo.)BEF | FR1 (10 Wo.)FR | — | — | CH8 (2 Wo.)CH | Erstveröffentlichung: 5. Februar 2021   |
| 2023 | Sincèrement Just Woke Up / ADA France      | BEW1 (… Wo.)BEW | BEF8 (9 Wo.)BEF | FR1 ×2Doppelplatin · (… Wo.)FR | — | — | CH2 (29 Wo.)CH | Erstveröffentlichung: 17. Februar 2023  |
| 2025 | Mania Just Woke Up / All Points            | BEW1 (… Wo.)BEW | BEF22 (… Wo.)BEF | FR1 Gold · (… Wo.)FR | — | — | CH1 (… Wo.)CH | Erstveröffentlichung: 17. Februar 2023  |

### Mixtapes
| Jahr | Titel Musiklabel                  | Höchstplatzierung, Gesamtwochen, AuszeichnungChartplatzierungen (Jahr, Titel, Musiklabel, Platzierungen, Wochen, Auszeichnungen, Anmerkungen) | Höchstplatzierung, Gesamtwochen, AuszeichnungChartplatzierungen (Jahr, Titel, Musiklabel, Platzierungen, Wochen, Auszeichnungen, Anmerkungen) | Höchstplatzierung, Gesamtwochen, AuszeichnungChartplatzierungen (Jahr, Titel, Musiklabel, Platzierungen, Wochen, Auszeichnungen, Anmerkungen) | Höchstplatzierung, Gesamtwochen, AuszeichnungChartplatzierungen (Jahr, Titel, Musiklabel, Platzierungen, Wochen, Auszeichnungen, Anmerkungen) | Höchstplatzierung, Gesamtwochen, AuszeichnungChartplatzierungen (Jahr, Titel, Musiklabel, Platzierungen, Wochen, Auszeichnungen, Anmerkungen) | Höchstplatzierung, Gesamtwochen, AuszeichnungChartplatzierungen (Jahr, Titel, Musiklabel, Platzierungen, Wochen, Auszeichnungen, Anmerkungen) | Anmerkungen                            |
| Jahr | Titel Musiklabel                  | BEW | BEF | FR | DE | AT | CH | Anmerkungen                            |
| ---- | --------------------------------- | --- | --- | --- | --- | --- | --- | -------------------------------------- |
| 2016 | Zombie Life Unilab                | BEW37 (1 Wo.)BEW | — | — | — | — | — | Erstveröffentlichung: 24. Juni 2016    |
| 2017 | 1994 Just Woke Up / Rec.118 (WMG) | BEW13 (197 Wo.)BEW | BEF126 (2 Wo.)BEF | FR9 ×2Doppelplatin · (69 Wo.)FR | — | — | — | Erstveröffentlichung: 27. Oktober 2017 |

### EPs
| Jahr | Titel Musiklabel                     | Höchstplatzierung, Gesamtwochen, AuszeichnungChartplatzierungen (Jahr, Titel, Musiklabel, Platzierungen, Wochen, Auszeichnungen, Anmerkungen) | Höchstplatzierung, Gesamtwochen, AuszeichnungChartplatzierungen (Jahr, Titel, Musiklabel, Platzierungen, Wochen, Auszeichnungen, Anmerkungen) | Höchstplatzierung, Gesamtwochen, AuszeichnungChartplatzierungen (Jahr, Titel, Musiklabel, Platzierungen, Wochen, Auszeichnungen, Anmerkungen) | Höchstplatzierung, Gesamtwochen, AuszeichnungChartplatzierungen (Jahr, Titel, Musiklabel, Platzierungen, Wochen, Auszeichnungen, Anmerkungen) | Höchstplatzierung, Gesamtwochen, AuszeichnungChartplatzierungen (Jahr, Titel, Musiklabel, Platzierungen, Wochen, Auszeichnungen, Anmerkungen) | Höchstplatzierung, Gesamtwochen, AuszeichnungChartplatzierungen (Jahr, Titel, Musiklabel, Platzierungen, Wochen, Auszeichnungen, Anmerkungen) | Anmerkungen                        |
| Jahr | Titel Musiklabel                     | BEW | BEF | FR | DE | AT | CH | Anmerkungen                        |
| ---- | ------------------------------------ | --- | --- | --- | --- | --- | --- | ---------------------------------- |
| 2020 | 140 bpm Just Woke Up / Rec.118 (WMG) | — | — | FR73 (4 Wo.)FR | — | — | — | Erstveröffentlichung: 27. Mai 2020 |

## Singles

### Als Leadmusiker
| Jahr | Titel Album                     | Höchstplatzierung, Gesamtwochen, AuszeichnungChartplatzierungen (Jahr, Titel, Album, Platzierungen, Wochen, Auszeichnungen, Anmerkungen) | Höchstplatzierung, Gesamtwochen, AuszeichnungChartplatzierungen (Jahr, Titel, Album, Platzierungen, Wochen, Auszeichnungen, Anmerkungen) | Höchstplatzierung, Gesamtwochen, AuszeichnungChartplatzierungen (Jahr, Titel, Album, Platzierungen, Wochen, Auszeichnungen, Anmerkungen) | Höchstplatzierung, Gesamtwochen, AuszeichnungChartplatzierungen (Jahr, Titel, Album, Platzierungen, Wochen, Auszeichnungen, Anmerkungen) | Höchstplatzierung, Gesamtwochen, AuszeichnungChartplatzierungen (Jahr, Titel, Album, Platzierungen, Wochen, Auszeichnungen, Anmerkungen) | Höchstplatzierung, Gesamtwochen, AuszeichnungChartplatzierungen (Jahr, Titel, Album, Platzierungen, Wochen, Auszeichnungen, Anmerkungen) | Anmerkungen                                                     |
| Jahr | Titel Album                     | BEW | BEF | FR | DE | AT | CH | Anmerkungen                                                     |
| --- | ------------------------------- | --- | --- | --- | --- | --- | --- | --------------------------------------------------------------- |
| 2017 | Vibes 1994                      | — | — | FR73 Diamant · (7 Wo.)FR | — | — | — | Erstveröffentlichung: 6. Oktober 2017                           |
| 2018 | Life 1994                       | — | — | FR56 Diamant · (31 Wo.)FR | — | — | — | Erstveröffentlichung: 16. Februar 2018                          |
| 2019 | Paradise                        | — | — | FR43 (4 Wo.)FR | — | — | — | Erstveröffentlichung: 25. Januar 2019                           |
| 2019 | HS Paradise                     | BEW20 (4 Wo.)BEW | — | FR7 Platin · (15 Wo.)FR | — | — | — | Erstveröffentlichung: 22. Februar 2019 feat. Sch                |
| 2019 | Dale × Love Therapy Paradise    | — | — | FR13 Platin · (5 Wo.)FR | — | — | — | Erstveröffentlichung: 10. Mai 2019 feat. Aya Nakamura           |
| 2019 | Clic clac Paradise (Deluxe)     | — | — | FR64 (3 Wo.)FR | — | — | — | Erstveröffentlichung: 2. August 2019 feat. 13 Block             |
| 2019 | God Bless Santa Sauce 2         | BEW10 (5 Wo.)BEW | — | FR8 Diamant · (17 Wo.)FR | — | — | CH75 (2 Wo.)CH | Erstveröffentlichung: 20. Dezember 2019 feat. Damso             |
| 2021 | Réel 140 bpm 2                  | BEW25 (1 Wo.)BEW | — | FR8 (2 Wo.)FR | — | — | CH97 (1 Wo.)CH | Erstveröffentlichung: 5. Februar 2021 feat. Zed                 |
| 2022 | R8 –                            | — | — | FR153 (1 Wo.)FR | — | — | — | Erstveröffentlichung: 28. Januar 2022 feat. Alonzo              |
| 2022 | Laisse-moi te dire –            | — | — | FR77 (5 Wo.)FR | — | — | — | Erstveröffentlichung: 17. Juni 2022 No Limit pres. Tayc & Hamza |
| 2023 | Introduction Sincèrement        | BEW27 (3 Wo.)BEW | — | FR9 Gold · (9 Wo.)FR | — | — | CH84 (1 Wo.)CH | Erstveröffentlichung: 12. Januar 2023                           |
| 2023 | Djo Mood3 (Glish)               | — | — | FR18 (4 Wo.)FR | — | — | — | Erstveröffentlichung: 31. Mai 2023 mit Franglish & Aya Nakamura |
| 2023 | Mon BB –                        | — | — | FR14 (4 Wo.)FR | — | — | — | Erstveröffentlichung: 15. Juni 2023 mit Gradur                  |
| 2023 | Drifté Sincèrement              | BEW43 (1 Wo.)BEW | — | FR21 (3 Wo.)FR | — | — | — | Erstveröffentlichung: 23. November 2023                         |
| 2024 | Diana –                         | — | — | FR46 (3 Wo.)FR | — | — | — | Erstveröffentlichung: 13. November 2024 mit DJ Snake            |
| 2025 | Kyky2bondy Mania                | BEW1 (… Wo.)BEW | — | FR1 Diamant · (… Wo.)FR | — | — | CH3 (… Wo.)CH | Erstveröffentlichung: 2. Mai 2025                               |
| Folgende Lieder erschienen nicht als Single, wurden aber durch das Album zum Download und Streaming bereitgestellt und konnten somit eine Platzierung erlangen: |                                 | | | | | | |                                                                 |
| |                                 | | | | | | |                                                                 |
| 2017 | Juste une minute 1994           | — | — | FR78 Platin · (3 Wo.)FR | — | — | — |                                                                 |
| 2017 | Mucho Love 1994                 | — | — | FR110 Gold · (2 Wo.)FR | — | — | — |                                                                 |
| 2017 | Jodeci Mob 1994                 | — | — | FR154 (1 Wo.)FR | — | — | — |                                                                 |
| 2017 | Pas de remords 1994             | — | — | FR158 (1 Wo.)FR | — | — | — |                                                                 |
| 2017 | Godzilla 1994                   | — | — | FR166 (1 Wo.)FR | — | — | — |                                                                 |
| 2017 | Mi gyal 1994                    | — | — | FR172 (1 Wo.)FR | — | — | — |                                                                 |
| 2017 | 1994                            | — | — | FR183 Gold · (1 Wo.)FR | — | — | — |                                                                 |
| 2017 | Silicone 1994                   | — | — | FR190 (1 Wo.)FR | — | — | — |                                                                 |
| 2017 | Cash Time 1994                  | — | — | FR191 (1 Wo.)FR | — | — | — |                                                                 |
| 2019 | Validé Paradise                 | — | — | FR34 Gold · (3 Wo.)FR | — | — | — |                                                                 |
| 2019 | Audemars Shit Paradise          | — | — | FR38 (2 Wo.)FR | — | — | — |                                                                 |
| 2019 | 50× Paradise                    | — | — | FR39 (2 Wo.)FR | — | — | — |                                                                 |
| 2019 | Sometimes Paradise              | — | — | FR48 (2 Wo.)FR | — | — | — |                                                                 |
| 2019 | Minuit 13 Paradise              | — | — | FR49 Gold · (2 Wo.)FR | — | — | — | feat. Christine and the Queens & Oxmo Puccino                   |
| 2019 | Henny me noie Paradise          | — | — | FR54 Gold · (2 Wo.)FR | — | — | — |                                                                 |
| 2019 | Addiction Paradise              | — | — | FR75 (1 Wo.)FR | — | — | — |                                                                 |
| 2019 | La même sort Paradise           | — | — | FR83 (1 Wo.)FR | — | — | — |                                                                 |
| 2019 | Blue Crystal Paradise           | — | — | FR90 (1 Wo.)FR | — | — | — |                                                                 |
| 2019 | Mac & Cheese Paradise           | — | — | FR99 (1 Wo.)FR | — | — | — |                                                                 |
| 2019 | Deep Inside Paradise            | — | — | FR101 (1 Wo.)FR | — | — | — |                                                                 |
| 2019 | Meilleur Paradise               | — | — | FR107 (1 Wo.)FR | — | — | — |                                                                 |
| 2019 | Gynéco Paradise                 | — | — | FR133 (1 Wo.)FR | — | — | — |                                                                 |
| 2019 | Galerie Paradise                | — | — | FR156 (1 Wo.)FR | — | — | — |                                                                 |
| 2019 | Céline Paradise (Deluxe)        | — | — | FR171 (1 Wo.)FR | — | — | — |                                                                 |
| 2019 | Gasolina Santa Sauce 2          | — | — | FR27 Diamant · (24 Wo.)FR | — | — | — | feat. Gambi                                                     |
| 2019 | Bac +12 Santa Sauce 2           | — | — | FR67 (3 Wo.)FR | — | — | — | feat. Koba LaD                                                  |
| 2019 | Late Nights Santa Sauce 2       | — | — | FR124 Gold · (1 Wo.)FR | — | — | — |                                                                 |
| 2019 | Belek Santa Sauce 2             | — | — | FR136 (1 Wo.)FR | — | — | — |                                                                 |
| 2019 | G’s up, Hoes Down Santa Sauce 2 | — | — | FR142 (1 Wo.)FR | — | — | — |                                                                 |
| 2019 | Oseille Santa Sauce 2           | — | — | FR166 (1 Wo.)FR | — | — | — |                                                                 |
| 2019 | Sans signes Santa Sauce 2       | — | — | FR186 (1 Wo.)FR | — | — | — |                                                                 |
| 2019 | Go Back Santa Sauce 2           | — | — | FR189 (1 Wo.)FR | — | — | — |                                                                 |
| 2019 | Por la vida Santa Sauce 2       | — | — | FR198 (1 Wo.)FR | — | — | — |                                                                 |
| 2020 | Netflix 140 bpm                 | — | — | FR91 (1 Wo.)FR | — | — | — |                                                                 |
| 2020 | Nobu 140 bpm                    | — | — | FR113 (1 Wo.)FR | — | — | — |                                                                 |
| 2020 | Henny Pop 140 bpm               | — | — | FR188 (1 Wo.)FR | — | — | — |                                                                 |
| 2021 | PTSD 140 bpm 2                  | — | — | FR24 (2 Wo.)FR | — | — | — |                                                                 |
| 2021 | Keke 140 bpm 2                  | — | — | FR28 (1 Wo.)FR | — | — | — |                                                                 |
| 2021 | Spaghetti 140 bpm 2             | — | — | FR35 (1 Wo.)FR | — | — | — | feat. Gazo & Guy2Bezbar                                         |
| 2021 | Don’t Tell 140 bpm 2            | — | — | FR41 (1 Wo.)FR | — | — | — | feat. Headie One                                                |
| 2021 | Fake Friends 140 bpm 2          | — | — | FR52 (1 Wo.)FR | — | — | — |                                                                 |
| 2021 | Jalousie 140 bpm 2              | — | — | FR53 (1 Wo.)FR | — | — | — |                                                                 |
| 2021 | Cheikh 140 bpm 2                | — | — | FR55 (1 Wo.)FR | — | — | — |                                                                 |
| 2021 | Gang Activity 140 bpm 2         | — | — | FR68 (1 Wo.)FR | — | — | — |                                                                 |
| 2021 | Hara-kiri 140 bpm 2             | — | — | FR74 (1 Wo.)FR | — | — | — | feat. Kaaris                                                    |
| 2021 | Torino 140 bpm 2                | — | — | FR76 (1 Wo.)FR | — | — | — |                                                                 |
| 2021 | Spider 140 bpm 2                | — | — | FR78 (1 Wo.)FR | — | — | — |                                                                 |
| 2021 | AMG Technology 140 bpm 2        | — | — | FR89 (1 Wo.)FR | — | — | — |                                                                 |
| 2023 | Nocif Sincèrement               | BEW2 (22 Wo.)BEW | — | FR1 Diamant · (47 Wo.)FR | — | — | CH14 (5 Wo.)CH | feat. Damso                                                     |
| 2023 | Sadio Sincèrement               | BEW2 (5 Wo.)BEW | — | FR2 Gold · (11 Wo.)FR | — | — | CH6 (3 Wo.)CH | feat. Offset                                                    |
| 2023 | Free YSL Sincèrement            | BEW6 (4 Wo.)BEW | — | FR4 Platin · (12 Wo.)FR | — | — | CH20 (3 Wo.)CH |                                                                 |
| 2023 | Ma Réalité Sincèrement          | — | — | FR5 Platin · (12 Wo.)FR | — | — | — |                                                                 |
| 2023 | Atasanté Part.2 Sincèrement     | — | — | FR6 Platin · (7 Wo.)FR | — | — | CH— PlatinCH | feat. Tiakola                                                   |
| 2023 | Codéine 19 Sincèrement          | BEW29 (3 Wo.)BEW | — | FR7 Platin · (13 Wo.)FR | — | — | — |                                                                 |
| 2023 | Au Bout De La Nuit Sincèrement  | — | — | FR8 Platin · (10 Wo.)FR | — | — | — |                                                                 |
| 2023 | Tsunami Sincèrement             | — | — | FR10 (4 Wo.)FR | — | — | — |                                                                 |
| 2023 | Only U Sincèrement              | — | — | FR12 (4 Wo.)FR | — | — | — |                                                                 |
| 2023 | Nasa Sincèrement                | — | — | FR16 (3 Wo.)FR | — | — | — |                                                                 |
| 2023 | Cocoro Sincèrement              | — | — | FR19 (3 Wo.)FR | — | — | — | feat. CKay                                                      |
| 2023 | Murder Sincèrement              | — | — | FR20 Platin · (22 Wo.)FR | — | — | — |                                                                 |
| 2023 | Plus Jamais La Même Sincèrement | — | — | FR21 (3 Wo.)FR | — | — | — |                                                                 |
| 2023 | WWE Sincèrement                 | — | — | FR22 (3 Wo.)FR | — | — | — |                                                                 |
| 2023 | I Love U Sincèrement            | — | — | FR27 (2 Wo.)FR | — | — | — |                                                                 |
| 2023 | Sincèrement                     | — | — | FR35 (2 Wo.)FR | — | — | — |                                                                 |
| 2025 | Mi amor H-24                    | — | — | FR50 (19 Wo.)FR | — | — | — | feat. Nity                                                      |
| 2025 | Dragons Mania                   | BEW17 (… Wo.)BEW | — | FR6 (… Wo.)FR | — | — | CH44 (1 Wo.)CH | feat. Werenoi                                                   |
| 2025 | Toxic Mania                     | BEW25 (2 Wo.)BEW | — | FR14 (6 Wo.)FR | — | — | CH43 (1 Wo.)CH | feat. Rema                                                      |
| 2025 | Encore une nuit Mania           | BEW36 (1 Wo.)BEW | — | FR31 (2 Wo.)FR | — | — | — |                                                                 |
| 2025 | Yesterday Mania                 | — | — | FR47 (3 Wo.)FR | — | — | — |                                                                 |
| 2025 | Slovakia Mania                  | — | — | FR50 (1 Wo.)FR | — | — | — |                                                                 |
| 2025 | Bottega veneta Mania            | — | — | FR51 (1 Wo.)FR | — | — | — |                                                                 |
| 2025 | Come & See Me Mania             | — | — | FR54 (1 Wo.)FR | — | — | — |                                                                 |
| 2025 | Oscar de la Hoya Mania          | — | — | FR55 (1 Wo.)FR | — | — | — |                                                                 |
| 2025 | Location Mania                  | — | — | FR68 (1 Wo.)FR | — | — | — | feat. Byron Messia                                              |
| 2025 | Afri Mania                      | — | — | FR69 (1 Wo.)FR | — | — | — |                                                                 |
| 2025 | Forever Mania                   | — | — | FR76 (1 Wo.)FR | — | — | — |                                                                 |
| 2025 | Smokin & Drinkin Mania          | — | — | FR79 (1 Wo.)FR | — | — | — |                                                                 |
| 2025 | Megan Mania                     | — | — | FR85 (1 Wo.)FR | — | — | — |                                                                 |
| 2025 | Destiny Mania                   | — | — | FR98 (1 Wo.)FR | — | — | — |                                                                 |

### Als Gastmusiker
| Jahr | Titel Album                                              | Höchstplatzierung, Gesamtwochen, AuszeichnungChartplatzierungen (Jahr, Titel, Album, Platzierungen, Wochen, Auszeichnungen, Anmerkungen) | Höchstplatzierung, Gesamtwochen, AuszeichnungChartplatzierungen (Jahr, Titel, Album, Platzierungen, Wochen, Auszeichnungen, Anmerkungen) | Höchstplatzierung, Gesamtwochen, AuszeichnungChartplatzierungen (Jahr, Titel, Album, Platzierungen, Wochen, Auszeichnungen, Anmerkungen) | Höchstplatzierung, Gesamtwochen, AuszeichnungChartplatzierungen (Jahr, Titel, Album, Platzierungen, Wochen, Auszeichnungen, Anmerkungen) | Höchstplatzierung, Gesamtwochen, AuszeichnungChartplatzierungen (Jahr, Titel, Album, Platzierungen, Wochen, Auszeichnungen, Anmerkungen) | Höchstplatzierung, Gesamtwochen, AuszeichnungChartplatzierungen (Jahr, Titel, Album, Platzierungen, Wochen, Auszeichnungen, Anmerkungen) | Anmerkungen                                                     |
| Jahr | Titel Album                                              | BEW | BEF | FR | DE | AT | CH | Anmerkungen                                                     |
| --- | -------------------------------------------------------- | --- | --- | --- | --- | --- | --- | --------------------------------------------------------------- |
| 2020 | BXL Zoo QALF                                             | BEW1 Gold · (8 Wo.)BEW | — | FR3 Diamant · (26 Wo.)FR | — | — | CH16 (3 Wo.)CH | Erstveröffentlichung: 18. September 2020 Damso feat. Hamza      |
| 2020 | Drill FR 5 Drill FR                                      | — | — | FR43 (6 Wo.)FR | — | — | — | Erstveröffentlichung: 2. Oktober 2020 Gazo feat. Hamza          |
| 2020 | Pilote Enna                                              | BEW42 (2 Wo.)BEW | — | FR5 Platin · (87 Wo.)FR | — | — | CH42 (5 Wo.)CH | Erstveröffentlichung: 9. Oktober 2020 PLK feat. Hamza           |
| 2021 | Elle m’a dit Mal Luné Music                              | BEW47 (1 Wo.)BEW | — | FR18 Gold · (8 Wo.)FR | — | — | CH97 (1 Wo.)CH | Erstveröffentlichung: 4. Juni 2021 DJ Quick feat. Ninho & Hamza |
| 2021 | Slide Vibe                                               | — | — | FR141 (1 Wo.)FR | — | — | — | Erstveröffentlichung: 7. Juli 2021 Franglish feat. Hamza        |
| 2021 | Fendi Love Coco Jojo                                     | — | — | FR34 (2 Wo.)FR | — | — | — | Erstveröffentlichung: 18. November 2021 Guy2Bezbar feat. Hamza  |
| 2022 | Van noir Tombolo                                         | — | — | FR141 (1 Wo.)FR | — | — | — | Erstveröffentlichung: 29. April 2022 Kalash feat. Hamza         |
| 2022 | Safari Cullinan                                          | — | — | FR104 (1 Wo.)FR | — | — | — | Erstveröffentlichung: 11. Mai 2022 Dadju feat. Hamza            |
| 2022 | Atasanté Mélo                                            | BEW38 (1 Wo.)BEW | — | FR10 Diamant · (33 Wo.)FR | — | — | CH79 (1 Wo.)CH | Erstveröffentlichung: 26. Mai 2022 Tiakola feat. Hamza          |
| 2022 | Fade Up –                                                | BEW2 (28 Wo.)BEW | — | FR1 Diamant · (72 Wo.)FR | — | — | CH14 (15 Wo.)CH | Erstveröffentlichung: 24. Juni 2022 Zeg P feat. Hamza & Sch     |
| 2022 | Milli Vingt-deux                                         | — | — | FR108 (1 Wo.)FR | — | — | — | Erstveröffentlichung: 28. Oktober 2022 Ashe 22 feat. Hamza      |
| 2022 | Chrome Hearts Hiver à Paris                              | BEW34 (1 Wo.)BEW | — | FR3 Gold · (4 Wo.)FR | — | — | CH64 (1 Wo.)CH | Erstveröffentlichung: 2. November 2022 Dinos feat. Hamza        |
| 2023 | Lakehouse Stratos                                        | — | — | FR52 (2 Wo.)FR | — | — | — | Erstveröffentlichung: 25. Januar 2023 Kekra feat. Hamza         |
| 2024 | Penny –                                                  | — | — | FR78 (1 Wo.)FR | DE22 (2 Wo.)DE | AT44 (1 Wo.)AT | CH14 (2 Wo.)CH | Erstveröffentlichung: 8. März 2024 Reezy feat. Hamza            |
| 2024 | Lalla Raï’n’B Fever: Part 1                              | BEW— GoldBEW | — | FR22 Gold · (13 Wo.)FR | — | — | — | Erstveröffentlichung: 24. Mai 2024 Kore feat. Hamza             |
| 2024 | Mes lovés –                                              | BEW41 (1 Wo.)BEW | — | FR38 Gold · (11 Wo.)FR | — | — | — | Erstveröffentlichung: 21. Juni 2024 Ponko feat. Hamza           |
| 2024 | Tentation –                                              | BEW50 (1 Wo.)BEW | — | FR19 (5 Wo.)FR | — | — | CH79 (1 Wo.)CH | Erstveröffentlichung: 23. August 2024 Gambi feat. Hamza         |
| 2024 | Toka À la vie à la mort                                  | BEW15 Platin · (6 Wo.)BEW | — | FR3 Diamant · (43 Wo.)FR | — | — | CH29 (5 Wo.)CH | Erstveröffentlichung: 12. September 2024 SDM feat. Hamza        |
| Folgende Lieder erschienen nicht als Single, wurden aber durch das Album zum Download und Streaming bereitgestellt und konnten somit eine Platzierung erlangen: |                                                          | | | | | | |                                                                 |
| |                                                          | | | | | | |                                                                 |
| 2018 | Bae Double hélice 3                                      | — | — | FR162 (1 Wo.)FR | — | — | — | Charteinstieg: 9. Juni 2018 Caballero & Jeanjass feat. Hamza    |
| 2020 | B!tch Split                                              | — | — | FR99 (1 Wo.)FR | — | — | — | Charteinstieg: 7. März 2020 Josman feat. Hamza                  |
| 2021 | Window Shopper Part. 2 L’Étrange Histoire de Mr.Anderson | — | — | FR17 Gold · (6 Wo.)FR | — | — | — | Charteinstieg: 17. Juli 2021 Laylow feat. Hamza                 |
| 2021 | Ouais ouais 17%                                          | — | — | FR47 (3 Wo.)FR | — | — | — | Charteinstieg: 25. September 2021 Leto feat. Hamza              |
| 2021 | Goosebumps Petit Prince                                  | — | — | FR45 (1 Wo.)FR | — | — | — | Charteinstieg: 30. Oktober 2021 Larry feat. Hamza               |
| 2021 | Jota Le monde est méchant                                | BEW44 (1 Wo.)BEW | — | FR10 Platin · (7 Wo.)FR | — | — | CH54 (1 Wo.)CH | Charteinstieg: 12. November 2021 Niska feat. Hamza              |
| 2022 | Maudit V                                                 | — | — | FR5 (4 Wo.)FR | — | — | — | Charteinstieg: 11. Februar 2022 Vald feat. Hamza                |
| 2022 | Ferragamo Caméléon+                                      | — | — | FR199 (1 Wo.)FR | — | — | — | Charteinstieg: 11. November 2022 Zkr feat. Hamza                |
| 2023 | Panama Day One                                           | BEW29 Platin · (5 Wo.)BEW | — | FR7 Diamant · (29 Wo.)FR | — | — | CH89 (2 Wo.)CH | Kaaris feat. Hamza                                              |
| 2024 | En mieux Chambre 140 (Part.2)                            | BEW38 (2 Wo.)BEW | — | FR7 Gold · (12 Wo.)FR | — | — | CH61 (1 Wo.)CH | mit PLK                                                         |
| 2024 | Maudit Pyramide                                          | BEW20 Platin · (8 Wo.)BEW | — | FR6 Diamant · (58 Wo.)FR | — | — | CH48 (4 Wo.)CH | Werenoi feat. Hamza                                             |
| 2024 | 1h55 BDLM Vol.1                                          | BEW42 (2 Wo.)BEW | — | FR8 Platin · (14 Wo.)FR | — | — | — | Tiakola feat. Rsko & Hamza                                      |
| 2024 | Miss Lily’s Kintsugi                                     | — | — | FR41 Gold · (29 Wo.)FR | — | — | — | Dinos feat. Hamza                                               |
| 2025 | Rodeo Drive Life                                         | — | — | FR51 (3 Wo.)FR | — | — | — | Leto feat. Hamza                                                |

## Statistik

### Chartauswertung
|                     | BEW     | BEF     | FR    | DE    | AT    | CH    |
| ------------------- | ------- | ------- | ----- | ----- | ----- | ----- |
| Nummer-eins-Alben   | BEW3BEW | BEF—BEF | FR3FR | DE—DE | AT—AT | CH1CH |
| Top-10-Alben        | BEW4BEW | BEF1BEF | FR5FR | DE—DE | AT—AT | CH3CH |
| Alben in den Charts | BEW7BEW | BEF6BEF | FR7FR | DE—DE | AT—AT | CH5CH |

|                       | BEW      | BEF     | FR      | DE    | AT    | CH     |
| --------------------- | -------- | ------- | ------- | ----- | ----- | ------ |
| Nummer-eins-Singles   | BEW2BEW  | BEF—BEF | FR3FR   | DE—DE | AT—AT | CH—CH  |
| Top-10-Singles        | BEW7BEW  | BEF—BEF | FR26FR  | DE—DE | AT—AT | CH2CH  |
| Singles in den Charts | BEW27BEW | BEF—BEF | FR127FR | DE1DE | AT1AT | CH22CH |

### Auszeichnungen für Musikverkäufe
Anmerkung: Auszeichnungen in Ländern aus den Charttabellen bzw. Chartboxen sind in ebendiesen zu finden.
| Land/RegionAuszeichnungen für Musikverkäufe (Land/Region, Auszeichnungen, Verkäufe, Quellen) | Gold       | Platin       | Diamant       | Verkäufe  | Quellen         |
| -------------------------------------------------------------------------------------------- | ---------- | ------------ | ------------- | --------- | --------------- |
| Belgien (BRMA)                                                                               | 2× Gold2   | 3× Platin3   | —             | 80.000    | ultratop.be     |
| Frankreich (SNEP)                                                                            | 16× Gold16 | 18× Platin18 | 12× Diamant12 | 8.449.996 | snepmusique.com |
| Schweiz (IFPI)                                                                               | —          | Platin1      | —             | 20.000    | hitparade.ch    |
| Insgesamt                                                                                    | 18× Gold18 | 22× Platin22 | 12× Diamant12 |           |                 |